# بوفای
بوفای (به فرانسوی: Beaufai) یک کمون (فرانسه) در فرانسه است که در canton of L'Aigle-Ouest واقع شده‌است. بوفای ۱۲٫۹ کیلومتر مربع مساحت دارد ۲۵۰ متر بالاتر از سطح دریا واقع شده‌است.